# Prostitución en Marruecos

Prostitución en África. En rojo, el modelo prohibicionista, por el que la prostitución y toda actividad relacionada con ella es ilegal, al que pertenece Marruecos.

Aunque la prostitución en Marruecos es ilegal desde la década de 1970, está muy extendida. En 2015, el Ministerio de Sanidad marroquí estimó que había 50 000 prostitutas en el país, la mayoría en la zona de Marrakech. Las prostitutas suelen ser mujeres marroquíes de entornos socioeconómicos bajos, así como migrantes del África subsahariana, muchas de las cuales son víctimas de la trata de personas. ONUSIDA estimó la cifra en 75 000 en 2016.
Muchos niños son vulnerables, ya que las leyes de adopción en Marruecos son muy rígidas y difíciles. La creciente reputación de Marruecos de atraer a pedófilos extranjeros le hizo firmar varios tratados internacionales para abordar el problema. La prostitución masculina existe, pero está estigmatizada. Los servicios sanitarios para los trabajadores del sexo marroquíes incluyen OPALS, una organización que promueve tratamientos para el VIH/sida.
Tradicionalmente, el papel de la mujer en la sociedad norteafricana ha estado rígidamente definido, sobre todo con la creciente islamización. Sin embargo, las realidades económicas y sociales suelen ofrecer pocas alternativas a muchas mujeres marroquíes, y la zona se considera cada vez más permisiva con la prostitución.

## Situación durante el período colonial francés
Históricamente, la prostitución estaba relacionada con la esclavitud en Marruecos. La sharía o ley islámica prohibía formalmente la prostitución. Sin embargo, dado que el principio del concubinato en la ley islámica permitía a un hombre mantener relaciones sexuales con su esclava, la prostitución en el mundo islámico se practicaba comúnmente mediante la venta por un proxeneta de su esclava en el mercado de esclavos a un cliente, a quien se le permitía entonces mantener relaciones sexuales con ella como su nuevo propietario; el cliente cancelaba entonces su compra y devolvía la esclava a su proxeneta con el pretexto de descontento, lo que era un método legal y aceptado para la prostitución en el mundo islámico.
Muchos autores, como Christelle Taraud, han atribuido el aumento de la prostitución durante el periodo colonial francés a la abolición de la esclavitud en Marruecos. Las autoridades coloniales francesas aplicaron una política antiesclavista y, entre el segundo cuarto del siglo XX y la década de 1950, los esclavos marroquíes fueron manumitidos gradualmente. En ese periodo, la mayoría de los esclavos marroquíes eran esclavas domésticas, que solían ser utilizadas como criadas y explotadas sexualmente de acuerdo con el concubinato islámico, y se afirma que muchas antiguas esclavas indigentes se dedicaron a la prostitución para sobrevivir tras la manumisión.
Durante el dominio colonial francés (1912-1956), la prostitución estaba regulada. Las autoridades estaban preocupadas por la propagación de enfermedades de transmisión sexual, en particular la sífilis, entre las tropas estacionadas en la colonia. En varias ciudades se crearon Quartiers réservés o barrios rojos, donde se permitía la prostitución, en particular en Bousbir, en Casablanca.
Dentro de estos quartiers réservés, las prostitutas debían estar registradas y someterse a controles sanitarios periódicos obligatorios. Debían llevar consigo en todo momento su tarjeta de registro y los desplazamientos fuera del barrio sólo estaban permitidos con permiso.
Fuera de estos barrios, se instalaron maisons de tolérance (burdeles) para uso de los europeos. Las prostitutas de estas casas estaban sujetas a la misma reglamentación.
Algunas prostitutas trabajaban fuera de los quartiers réservés. La policía actuaba con frecuencia contra estas clandestinas y las obligaba a someterse a un examen médico. Las que estaban sanas recibían una advertencia. Si tenían una infección de transmisión sexual, eran trasladadas a un hospital. Cuando salían del hospital, eran trasladadas a los quartiers réservés. Las mujeres que recibían tres advertencias eran llevadas a la fuerza a los quartiers réservés.
En los lugares donde las tropas estaban estacionadas fuera de las ciudades, se instalaban bordels militaires de campagne (burdeles móviles) para los soldados.

## Much Loved
Much Loved es una película franco-marroquí de 2015, sobre la prostitución en Marrakech dirigida por el cineasta Nabil Ayouch, que narra la vida de cuatro prostitutas y muestra su explotación por parte de proxenetas y la corrupción de la policía.
La película fue prohibida en Marruecos por su «desprecio a los valores morales y a la mujer marroquí». La actriz protagonista, Loubna Abidar, recibió amenazas de muerte y en noviembre de 2015 fue agredida violentamente en Casablanca y poco después abandonó el país rumbo a Francia. Las autoridades religiosas condenaron la película por retratar una imagen negativa de Marruecos, con su apoyo a las relaciones sexuales extramatrimoniales y su simpatía por los homosexuales.

## Chikhat
Chikhat (en árabe: شيخة, shīkha) es un término marroquí que designa a cantantes, músicos, bailarines y prostitutas. Tradicionalmente, las artistas femeninas también eran prostitutas y a menudo formaban parte de un espectáculo itinerante. En la actualidad, las intérpretes de la danza Chikhat no suelen ser prostitutas, sino bailarinas nupciales.

## Tráfico sexual
Marruecos es país de origen, destino y tránsito de mujeres y niños sometidos a trata con fines sexuales. Según un estudio realizado en noviembre de 2015 por el gobierno marroquí, con el apoyo de una organización internacional, los niños son explotados en el tráfico sexual. El estudio de 2015 también reveló que algunas mujeres marroquíes son obligadas a prostituirse en Marruecos por miembros de sus familias u otros intermediarios.
Algunas mujeres migrantes indocumentadas, principalmente del África subsahariana y un número pequeño pero creciente del sur de Asia, son obligadas a prostituirse. Las redes delictivas que operan en Uchda, en la frontera argelina, y en la ciudad costera de Nador, al norte del país, obligan a las inmigrantes indocumentadas a prostituirse. Algunas migrantes, sobre todo nigerianas, que transitan por Oujda son obligadas a prostituirse cuando llegan a Europa. Organizaciones internacionales, ONG locales y migrantes informan de que los menores no acompañados y las mujeres de Costa de Marfil, República Democrática del Congo, Nigeria y Camerún son muy vulnerables al tráfico sexual en Marruecos. Algunos informes sugieren que las redes camerunesas y nigerianas obligan a las mujeres a prostituirse amenazando a las víctimas y a sus familias; las víctimas suelen ser de la misma nacionalidad que los traficantes.
Mujeres y niños marroquíes son explotados en el tráfico sexual, principalmente en Europa y Oriente Medio. Las mujeres marroquíes obligadas a prostituirse en el extranjero sufren restricciones de movimiento, amenazas y abusos emocionales y físicos.
Para 2024, la Oficina de Vigilancia y Lucha contra la Trata de Personas del Departamento de Estado de los Estados Unidos mantenía la clasificación de Marruecos como país de "nivel 2".